# Ścięgna (województwo łódzkie)
Ścięgna – wieś w Polsce położona w województwie łódzkim, w powiecie pajęczańskim, w gminie Rząśnia. 
Obecnie Ścięgna znikają z powierzchni ziemi na rzecz KWB Bełchatów. Prowadzona jest tam odkrywka węgla brunatnego. Większość mieszkańców przesiedlono.
W latach 1975–1998 miejscowość administracyjnie należała do województwa piotrkowskiego.